# Carlton Football Club
A Carlton Football Club, vagy hivatalos becenevén The Blues ("a Kékek") ausztrál futball (ausztrál szabályú futball) klub Melbourne-ben, az első vonal, az Ausztrál Futball Liga (Australian Football League, AFL) tagja, az egyik legrégebbi ausztrál futball klub.
Az 1864-ben alapított Carlton szerezte a legtöbb ausztrál bajnoki címet, ők nyerték a Victoriai Futball Szövetség indította első ausztrál bajnokságot is, 1877-ben. A klub eredetileg Merlbourne központi Carlton negyedének csapata volt, adminisztratív központja ma is az észak-carltoni Princes Parkban van. Bajnoki meccseiket azonban már nem a Princes Park Stadionban játsszák, hanem az Etihad Stadionban, illetve a Melbourne-i krikettstadionban (Melbourne Cricket Ground).
Becenevét sötétkék mezéről kapta, amelyen az egybefonódó betűkből álló CFC rövidítés is szerepel.

## Fordítás
- Ez a szócikk részben vagy egészben  a   Carlton Football Club című angol Wikipédia-szócikk ezen változatának fordításán alapul.  Az eredeti cikk szerkesztőit annak laptörténete sorolja fel. Ez a jelzés csupán a megfogalmazás eredetét és a szerzői jogokat jelzi, nem szolgál a cikkben szereplő információk forrásmegjelöléseként.

## Külső hivatkozások
- A klub hivatalos honlapja
- "Around the Grounds" – Web Documentary – Princes Park
- Blueseum – History of the Carlton Football Club
- BigFooty's Carlton Football Club discussion forum
- Can You Smell What the Blues are Cooking Carlton Membership Slogan 2010